# Jorge Blas
Jorge Blas Borroy (Zaragoza) es un director español de cine y televisión. Sus trabajos más destacados son los realizados para el programa de televisión Cuarto milenio (2005-2012) y sus cortometrajes difundidos y estrenados en festivales de todo el mundo.
El niño que jugaba con trenes (2003) es, hasta la fecha, su trabajo más galardonado, con 22 premios en diversos festivales por todo el mundo.
Ganador en tres ocasiones del premio al Mejor corto Aragonés en el Festival de Cine de Zaragoza (Los últimos días de paz en 1998, El niño que jugaba con trenes en 2003 y Te escucho en 2013).
Su carrera en televisión le ha llevado ha dirigir la serie de ficción Diarios del miedo, emitida en las madrugadas de Cuatro y más de 200 recreaciones de temática histórica, misteriosa y paranormal para el programa Cuarto Milenio.
Trabaja en un proyecto de largometraje titulado Eva y el Astronauta, una historia de ciencia ficción ambientada en un mundo futuro postapocalíptico. 
Puedes visitar la web del proyecto, www.evayelastronauta.com.
Ha dirigido también el programa de cocina "Buenas Compañías" y actualmente dirige una serie de emisión diaria en TVE-1 producida por Zebra Producciones.

## Filmografía

### Director del cortometrajeTe escucho, (2013).
- Premio al Mejor cortometraje aragonés en el XVIII Festival de Cine de Zaragoza (2013).
- Premio del Público en la primera fase del Certamen de Cortometrajes Angelika Cinema Lounge (Mar.2014).
- Premio al Mejor Cortometraje en la categoría Argumento-Ficción en la XX Edición del Trofeo Torretes del Festimatge (Calella/Abr.2014).
- Seleccionado por el programa Film.ar del Gobierno de Aragón para la difusión de obras audiovisuales. (Abr.2014)
- Premio Simón de la Academia del Cine Aragonés al Mejor Cortometraje. (May.2014)
- Premio al Mejor Cortometraje Aragonés en el XIX Festival de Cine de la Almunia (May.2014)
- Mención Especial del Jurado a la Banda sonora de Pascal Chahín en la XII Muestra de Cortometrajes de Delicias (Sept.2014).
- Premio a la Mejor Dirección Artística en el Festival de Cine de Fuentes de Ebro (Nov.2014).
- Premio al Mejor Actor -Javier Godino- en el Festival de Cortos “Villa de Errenteria” (Nov.2014).
- Premio al Mejor Cortometraje en el Festival de Cine Corto del Suroccidente Colombiano Palmira Señorial (Nov.2014).

### Director del cortometrajeEl vagabundo, (2012).
- Premio del Cine Aragonés a la Mejor Interpretación, Nacho Rubio (2013).
- Premio al Mejor Corto aragonés en el Certamen Segundo de Chomón (2013).
- Derechos de emisión en TV adquiridos por Aragón TV.

### Director del cortometrajeEl niño que jugaba con trenes(2003).
- Ganador de 22 premios en diversos festivales nacionales e internacionales y derechos de emisión en televisión adquiridos por el programa «Versión española» de TVE-2.

### Director y guionista del cortometrajeClub-23(2002).
- Premio al Mejor Realizador Aragonés en la muestra de cortos Delicias (Sept. 2002).

### Director y guionista del cortometrajeLos últimos días de paz(1998.)
- Derechos de emisión en TV adquiridos por Canal +, Canal 9 y TVE Aragón. Exhibido en los Cines Renoir- Audiorama desde el 23 de julio al 3 de septiembre de 1999.
- Segundo premio en el I Certamen de Cortometrajes de Fuentes de Ebro (Oct. 1998).
- Premio al Mejor Cortometraje Aragonés de 1998 en el III Festival Nacional de Cine de Zaragoza (Dic.1998).